# 梁國雄
梁國雄（英語：Leung Kwok-hung；1956年3月27日—），綽號“長毛”（Longhair），籍貫廣東增城，香港社會主義政治人物、社會運動人士，四五行动总代表，香港前立法會議員，属于泛民主派。他在2004年首次當選香港立法會議員，迄今曾五度當選。但於第五次當選時因立法會宣誓風波被法庭裁定取消議員資格。其並非因主張民族自決或香港獨立而被取消資格，與姚松炎和其他被取消資格的立法會議員不同。配偶為社會民主連線末任主席陳寶瑩。
梁國雄信奉不断革命论、世界革命等托洛茨基主义理論，曾是革命馬克思主義者同盟成員。他常穿著印有阿根廷共产主义革命家哲·古華拉头像的襯衫，配合一頭披肩長髮，成了他的招牌形象，故得到「長毛」這個綽號，英國傳媒稱之。他以中国共产党创始人陈独秀的诗句「行无愧怍心常坦，身处艰难气若虹」为座右铭。2017年2月8日，梁國雄宣布參與2017年香港行政長官選舉，但不久就宣布退选。任職議員期間極力爭取並關注全民退休保障計劃、回購公共事業（如領展）、訂立最低工資和標準工時等民生議題。
2021年1月6日因早前參與立會初選涉嫌違犯香港國家安全法而被捕。2024年5月30日高等法院作出裁決，裁定串謀顛覆國家政權罪罪成。

## 簡歷
梁國雄籍貫廣東增城，是家中獨子，在香港島筲箕灣一漁村出生，六歲時父母離異，與母親搬到柴灣邨定居。父親是一名酒徒，年幼時隨母從中國大陸避難來港，後不知所終。為了討生活，母親曾在白人家庭當傭工。因為家裡沒錢，自小寄養在親戚家中，自小因此體會到不公平待遇的感受，讀到馬克思、托洛茨基的書籍而開始想從政，原因是「覺得社會充滿不公平的事，不平則鳴。」梁國雄接受訪問時亦說過「今日的中共，把社會主義原有理念都倒行逆施了，專制獨裁跟社會主義並不相容」。他亦講述自己喜歡切·格瓦拉是因為他在古巴大權在握時，為了自己的理想放棄了高官厚祿，放棄舒適的家境，重返革命戰場，並戰鬥直至犧牲等。正因如此，即使完成了中學課程的他，可以找到薪水較好的工作，但他寧願選擇在地盤做散工，及寫稿賺外快來支持生活。
梁國雄少年時曾在金文泰中學讀書。自幼隨母加入香港工會聯合會，其母是工聯會終身會員。中學時代參加過毛派學生運動。他畢業後曾从事酒保、地盤工人、九龙巴士洗車工人等基層職業。
1975年，梁国雄加入當時的香港托派政治組織革命马克思主义者同盟（革馬盟），时人称他为“雄仔”。1979年4月，梁國雄曾因紀念四五天安門事件三週年及支持中华人民共和国民主运动而兩度被捕，他於4月1日凌晨在銅鑼灣禮頓道以紅色漆油塗寫「四月五日天安門」，被巡至該處的警員拘捕，後於18日被控以「未經民政處許可在公眾地方張貼標語」罪，判罰港幣250元。梁於4月5日與其他革馬盟成員在未經當局許可情況下，在灣仔新華社門外集會請願，後於4月22日維園集會中，梁國雄與另外6人被警方拘捕，隨後被控以「非法集會」罪，法庭於6月5日判處梁國雄入獄一個月。刑满出狱后，在革命馬克思主義者同盟的歡迎會上，一位操着濃重的上海口音的老托派对在座的梁国雄等年轻人说：「革命者坐牢就等於上學，今天雄仔是幼兒院畢業......」。1988年，他與一些左派朋友成立了四五行動。同年，定居英国的中国托派领袖之一王凡西的儿子王宇平前往英国探望其父，回程时路经香港，受到梁国雄的热情款待。
此外，他曾被控「藐視議會（立法會）」而入獄。也曾多次在中國國家領導人訪港期間抬棺材至會場外抗議。
梁國雄活躍於社會運動及相關示威活動，曾擔任支聯會常委。2004年，在他宣誓成為立法會議員時，他成為首位議員，在宣誓後加上其他言詞，高呼「平反六四」、結束一黨專政及釋放中國大陸政治犯等口號。2006年，他與黃毓民、陳偉業等人參與成立政治團體社會民主連線。2010年7月，新的香港托派组织社会主义行动（工人国际委员会香港支部）成立，据建制派媒体报道，该组织的成立乃是受梁国雄指示。2011年，黃毓民和陳偉業退出社民連，組織人民力量。
梁國雄自擔任香港立法會議員後，慣在議會採取較激進的抗爭手法喧嚷制訂和審議政策的過程中的詬病，慣以群眾抗爭運動囂暄他對福利政策的非議。早期不少民主派議員均不認同其行為，但隨著政府及建制派對待民主派日益強硬，而梁國雄與其他民主派議員有不少合作及默契，民主派已大都接受他的抗爭方式。不過，近年香港右翼本土勢力抬頭，熱血公民等對於梁的非暴力手段及支持新移民立場不以為然，認為他不激進，將他標籤成「左膠」之一。
梁國雄有多項刑事定罪紀錄，全部與示威遊行等事有關，也曾焚燒香港特別行政區區旗、中國最高領導人江澤民的圖像。因干犯「擾亂公眾秩序罪」，2014年6月被判入獄4星期，是首次以立法會議員身份入獄，終審法院法官鄧國楨駁回其保釋批示：「非和平示威，他不求憐憫，是求公義」。2016年11月，他再次因違反文娛中心規例，與人民力量成員譚得志一同被判囚7天。
梁國雄曾是少數住在公屋的立法會議員。

## 立法會議員：2004-2008

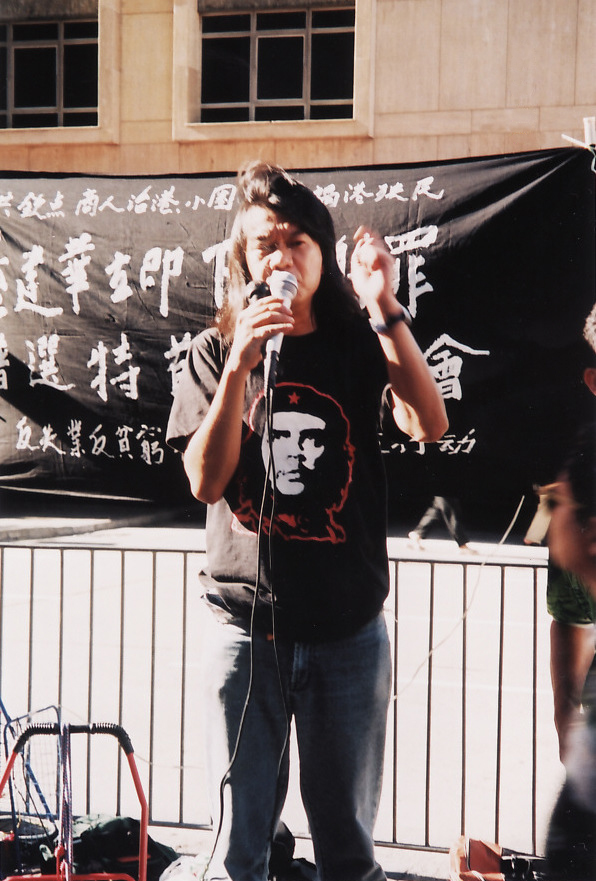
2003年7月13日，梁國雄出席在遮打道舉行的「民主大會」（舊立法會大樓前），慶祝特區政府撤回二十三條立法，並討論爭取民主，及要求董建華下台。

梁國雄在2000年香港立法會選舉得票18,235落敗。他又在2003年區議會選舉中越區前往北角錦屏區挑戰蔡素玉但落敗。在2004年立法會選舉中，長毛再度出選新界東選區。由於資金不足，連宣傳板也要拾民主黨及民建聯丟棄的舊板，再在上面塗一層油來使用，最終以6萬多票（60,925票，接近穩奪一席所需之最低票數）順利當選。
在2004年宣誓時，梁事先向立法会秘书处递交了一份自行订定的宣誓内容，不獲批准後，在正式宣讀誓詞前加上“效忠中国人民和香港居民，以及争取民主、公义和捍卫人权、自由”。宣誓后没有签名並返回座位，立法会秘书处表示誓詞仍然有效。由於他成功宣誓及就任，開了在宣誓時加入不抵觸誓詞內容的字句的先河。
2007年6月3日，梁國雄不滿房屋及規劃地政局的公屋加租機制，連同多名捍衛基層住屋權益聯盟成員前往局長孫明揚跑馬地住所外抗議，各人手持標語橫額，要求政府在《房屋修訂條例》中加入公屋租金上限條款，並要求孫接收請願信。眾人一度衝破警方防線，後因無人接信而趁大閘打開讓汽車駛入時一湧而進，衝入其住所私家路，被控非法集結罪。東區裁判法院裁判官林嘉欣評價「社會要有人走在前線爭取權利，但大原則是不要犯法......抗爭要有理智，有時要力敵，有時亦要智取」，於2008年判梁國雄60小時社會服務令。梁在庭外稱「今次我無後悔！我只是後悔無盡力保障基層市民利益，後悔中國香港無民主，被殖民地惡法壓迫......判監我都會接受。」。

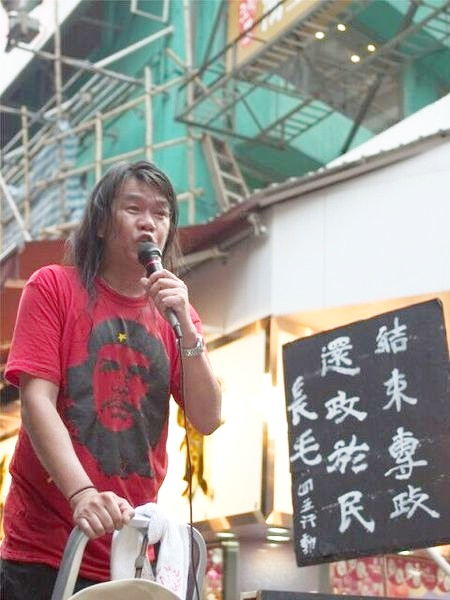
梁國雄參與七一大遊行（2004年）

2008年7月4日，時任立法會主席范徐麗泰率領20名成員出訪受嚴重地震波及的四川災區，包括梁國雄在內，在前往赤鱲角機場途中梁被告知他申請回鄉證被拒絕，原因是中方得悉他會在災區進行一些與訪問目的不同的行動。梁國雄對此感到十分諷刺，他認為主辦2008年奧運應能讓中國更開放，但事與願違，認為這是民主倒退。
時任特首曾蔭權指這是內地出入境管理部門的決定，他不宜評論。范徐丽泰則说，对梁国雄未能成功申领回乡证随团到四川灾区感到遗憾。

## 立法會議員：2008-2012
在2008年香港立法會選舉中，梁國雄以社民連成員身份取得新界東選區第2高的44,763票，較第3高票的民主黨黃成智名單多589票而成功連任。但同年9月7日梁國雄因闖入孫明揚私人住處示威案而被控非法集結罪，9月13日被判非法集結罪成立，9月30日被判社會服務令60小時，成為香港首宗在私人屋苑內涉及行使示威、言論自由而遭定罪的個案，亦因無被判囚一個月以上，故不用被褫奪議員資格。10月8日梁國雄與社民連兩位議員黃毓民及陳偉業，順利宣誓成為香港特別行政區第四屆（2008—2012年）立法會議員。
2008年11月8日，現行《立法會條例》不允許正服刑囚犯及未定罪遭羈押犯人，登記做選民及投票，梁國雄為在囚人士爭取投票權，最後勝訴，從此在囚人士獲得應有公民權利。
2008年12月，梁國雄與社民連成員陶君行被判在中共人大常委會副秘書長喬曉陽訪港時，在香港禮賓府門外燒車胎抗議，警員用滅火筒撲滅火警時，與兩人推撞，被裁定襲警罪名成立，於判決當日獲判社會服務令。
2008年首度參選、沒有立法會往績的陳克勤斥責「懲罰不開會的議員，像長毛永遠開會一分鐘......市民投了一票給你是去改善民生」，梁國雄則反駁「我的出席紀錄是百份之九十五以上」，要求陳道歉。民主黨黃成智更主動幫助梁，反譏「陳克勤你現在一張選票也沒有，長毛本屆得到六萬選票，六萬市民支持長毛入立法會」。
2010年1月，梁國雄連同陳淑莊、梁家傑、黃毓民、陳偉業共五名議員辭職再參予補選（五區總辭），令全港5個選區都需要補選，「變相公投」，為香港政制改革、功能組別的存廢表態。補選在2010年5月16日舉行，5位辭職議員均順利當選，惟投票率只得17%，歷次立會補選中最低。《蘋果日報》社評執筆人李怡評價「17.1%投票率，是無論如何不算成功的。」。
社民連不滿民主黨及民協等泛民政黨不參與五區公投，指責他們出賣香港人、投共。其中梁國雄更指當時患末期肺癌的司徒華「癌病上腦」，遭到泛民成員批評，指社民連不應「自己人打自己人」。梁國雄拒絕道歉。翌年1月2日，司徒華病逝。

## 立法會議員：2012-2016
在2012年香港立法會選舉中，梁國雄出選新界東選區成功連任，以最高票當選。
2013年2月18日，在立法會政制事務委員會上討論由香港政府所提交的《公民權利和政治權利國際公約》報告，召開公聽會。梁國雄揭露澳洲大律師兼山西省政協馬恩國曾說過法院推翻港珠澳大橋環評報告，體現了「極端人權不利社會發展」，遭馬恩國辱骂「You are not a bloody Chinese, You are not even a fxxking Chinese!」（你連一個中國人都不是）。
2013年1月1日「一人集結罪」，以致律師援引美國司法案例質疑「辱警罪」刑事之法理，梁主張效法西方先訂立「警察辱民罪」。

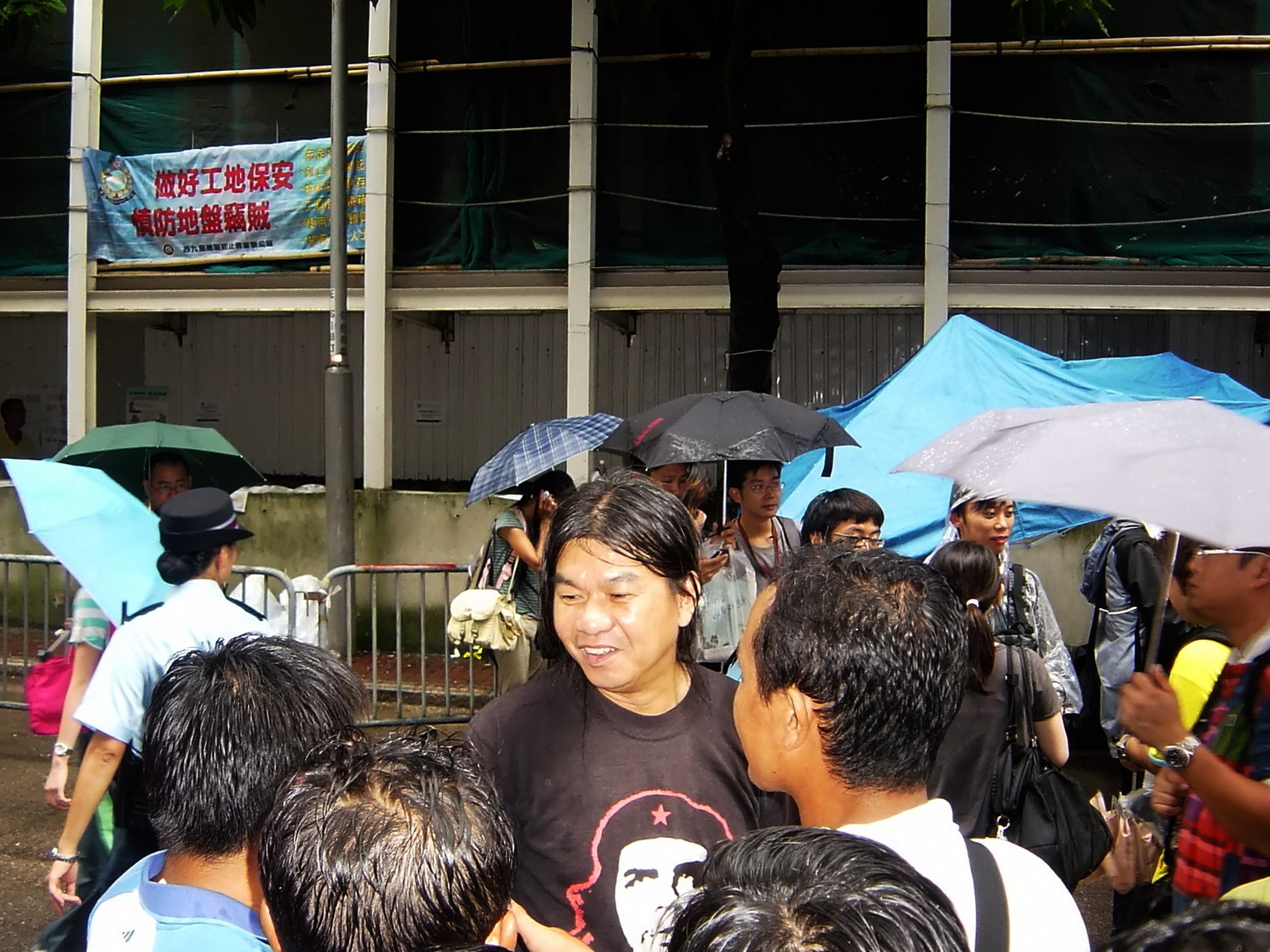
2007年8月香港紮鐵工人大罷工梁國雄到場聲援。

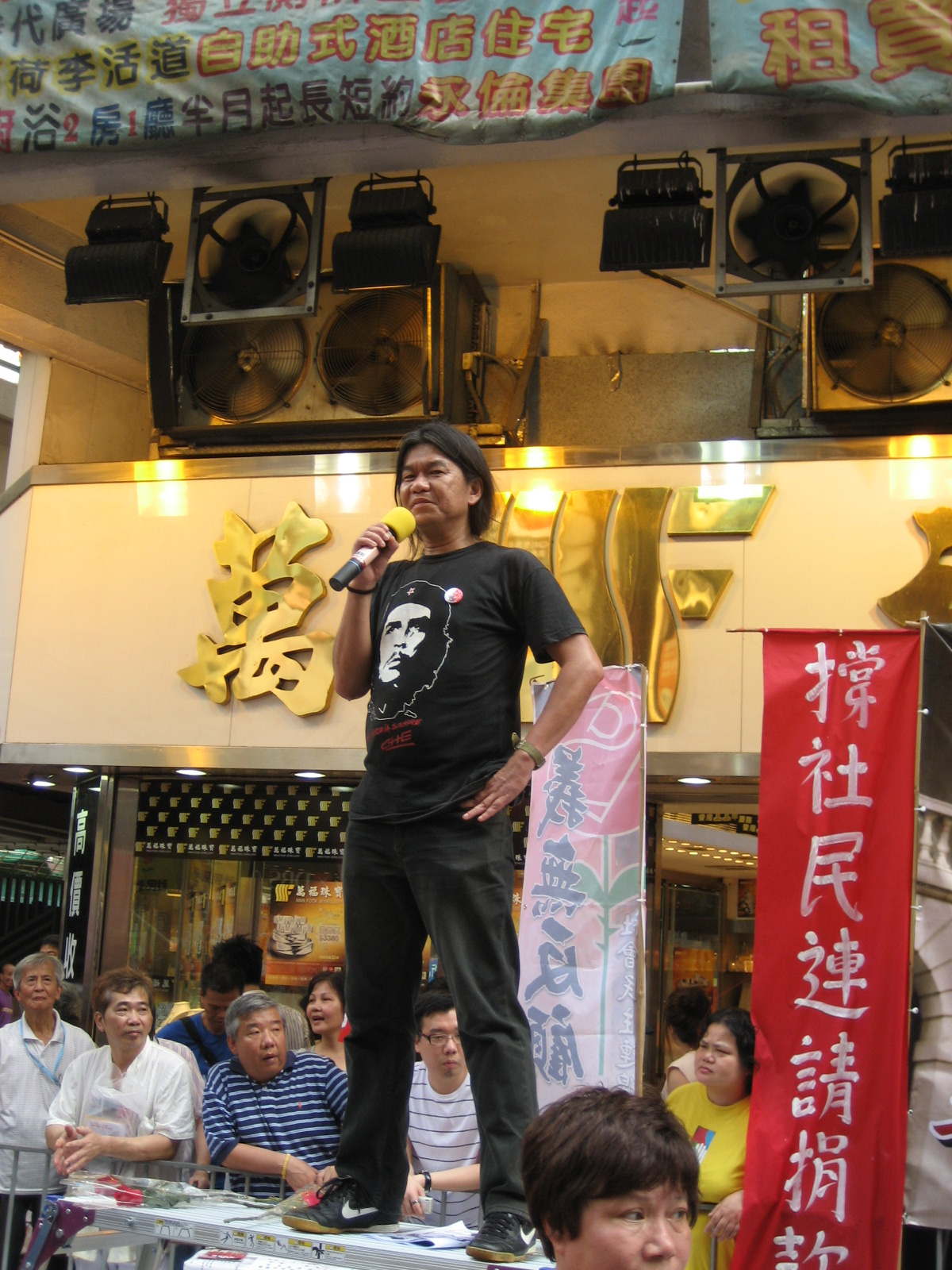
梁國雄出席2008年的七一大遊行

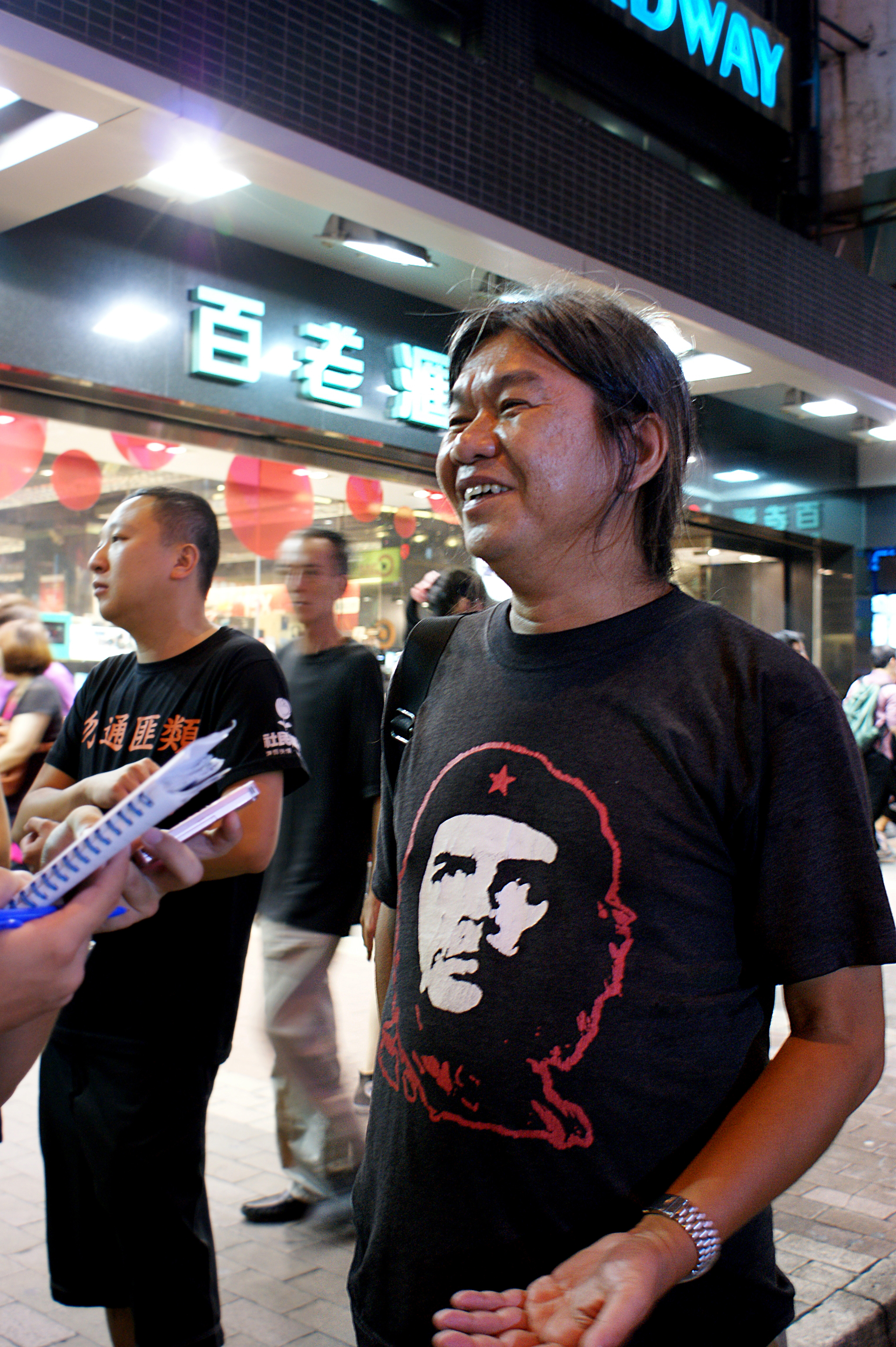
梁國雄（右）出席2012年8月13日要求教協發動罷課遊行

梁於2011年9月1日，破門闖入在香港科學館舉行立法會議員出缺毋須重新選舉安排公聽會，被指衝擊該論壇，撞開演講廳大門，造成論壇被迫中斷。及後在2012年3月被裁定刑事毁壞及公眾地方擾亂秩序罪成，判囚2個月及賠償4,150元，梁與其他被告提出上訴，2014年6月減刑至4星期即時入獄。全國人大代表陳勇評價「若希望以違法抗爭去實踐或宣揚自己的理想，須承擔法律責任」。

### 拉布四年
2012年5月，梁國雄同黃毓民和陳偉業就《2012年立法會(修訂)條例》草案中合作提交2,464頁修訂，共1,306條，就香港立法會遞補機制爭議，反對政府制定的《立法會議席出缺安排議案》草案。
2013年4月24日，梁國雄與黃毓民、陳偉業和陳志全進行拉布，拖延審議《2013年撥款條例草案》，逼使政府為「香港市民退休保障制度」開展諮詢時間表。歷時三星期（70小時議程），最終在5月13日立法會主席曾鈺成宣布終止修正案發言。
2014年4月至6月拉布，拖延審議政府財政預算，會議時間累計131小時。
梁國雄在立法會的四年任期，以「拉布」手段拖延政府《財政預算案》以爭取設立全民退休保障，建制派陳健波批評梁國雄讓「市民對泛民失望，流失選票是必然」，梁反譏陳健波乃自動當選（沒有任何選民投票）的功能界別議員，沒資格批評他不得民心，因為他以最高得票在新界東勝選，代表選區88萬選民。
2014年5月，行政長官梁振英出席立法會的特首答問大會怒斥議員拉布，梁國雄議員準備擲道具抗議而被趕離場，政務司司長林鄭月娥認為可參考外國例子：「德國國會議長有權向行為不當的議員罰款」，行政會議（政府內閣）成員陳智思反指「始終議員是由選民選出來，如果議員的行為獲選民支持，罰款不能改變其行為。」

### 雨傘運動
2014年9月22日，學聯、學民思潮及泛民政黨發起大型罷課行動，抗議全國人大常委會於8月31日為2017特首普選訂下框架，規定行政長官需得到過半提委支持方能成為普選的候選人。雙學及泛民均指責這是「假普選」，要求以公民提名達至真普選。9月28日，「佔中三子」提早宣佈啟動佔領中環，有部份學生因罷課集會演變成佔領中環而打算離開，梁國雄在龍匯道一帶四處遊說，並向學生下跪，要求他們留下。更說出「贏就一齊贏，輸就一齊輸！」、「只要我唔係自願跪低，就一定可以企番起身！」希望大眾堅持抗爭而學生能夠留下來互相保護，並說明佔中只是名詞，不要因不滿佔中被騎劫而放棄整場運動。及後數以十萬計市民佔領金鐘、中環一帶的馬路。警方在當天施放催淚彈，人群其後流動佔據多處道路，包括銅鑼灣、中環、灣仔，甚至旺角、太子多地。
雨傘革命持續79日直至警方清場才完結，然而示威者爭取不到任何成果。佔領期間，梁國雄與多個泛民議員一直支持和平示威，以立法會大樓作為實際的指揮中心。11月19日一些蒙面示威者包圍立法會大樓，並要求大台可以協助佔據立法會大樓，梁國雄拒絕，有示威者批評他守舊，並高呼「長毛落地獄」。示威者及後以鐵馬衝擊立法會大樓，多人因非法集結、刑事毀壞等罪名被捕。梁國雄與多位泛民主派議員其後批評衝擊者不承擔責任。
2015年6月18日，包括梁國雄在內的28名泛民主派議員投票反對政改方案，由於多名建制派議員因等候劉皇發回會議廳而無投票，議案被大比數否決。

### 反對反水貨客行動
2015上半年，佔領行動完結後民怨一直未有消散，一直有多次零星的群眾運動發生，例如以購物為由流動佔領街頭以表達對於政改方案及特區政府不滿的鳩嗚活動、反水貨客遊行。部份事件出現激烈警民衝突，亦有多人被捕。
2015年上半年，熱血公民、香港本土力量、本土民主前線等本土派組織舉行多次反水貨客遊行，抗議大量水貨客來港買日用品導致新界多處物價急升和阻街等問題。當中發生不少流血事件，一些蒙面示威者闖入商場，指罵遊客，甚至腳踢路人的行李箱，多人被捕。
其後梁國雄及大部份泛民主派議員亦批評示威者的行為，梁指不應將矛頭指向婦孺，強調「勇者應該抽刃向更強者」，而不是欺凌弱小。此番言論引起了多個本土派社運人士的不滿，包括立法會議員黃毓民、熱血公民核心成員黃洋達、提倡城邦建國的學者陳雲根。

### 被馬來西亞拒絕入境
2015年5月29日，梁國雄原本前往馬來西亞出席六四論壇，抵達吉隆坡機場時被馬國邊防人員以政府命令為理由遣返。

## 立法會議員：2016-2017
在2016年香港立法會選舉中，再度出選新界東選區。面對本土派崛起，梁國雄仍堅持自己的民主社會主義理念。在投票日，他依舊前往其他選區拉票，如早上前往柴灣協助民調落後的人民力量劉嘉鴻名單拉票，即使民調顯示他有機會落選，助選團建議他「告急」，但他仍然拒絕，並繼續為同時出選新界東的陳志全以及其他人社聯盟的候選人拉票。在點票過程中，梁國雄與獨立的方國珊爭持不下，點票初期更一度落後；但他並無失望，並指這是選民的選擇，若最終落敗，是他自己的責任。最終，他以35,595票險勝方國珊的34,544票，成功取得最後一席連任。選舉後，他贏得一眾泛民主派及支持者的掌聲。他在宣誓時，穿上含有「公民抗命」字詞的衣服，一如以往斷續宣讀誓詞及前後加上口號，其後被梁振英及律政司入稟司法覆核議員的資格。
2017年4月14日，梁國雄獲發單次通行證前往中國大陸，隨香港立法會東江水考察團前往廣東省，在過關時被海關人員在行李內搜到個人名片，上面印有四五行動口號，一度遭到查問，其後獲放行，順利隨團展開考察。

### 搶馬紹祥文件案 監禁14日
2016年11月15日，梁國雄在出席房屋及發展事務委員會會議期間，批評時任發展局副局長馬紹祥曾任公司高層，應不會不帶文件開會，之後他更衝到馬紹祥面前，搶走他放在枱面上的文件，並大叫「我依家懷疑你嘅誠信」，及後將文件轉交給朱凱廸查看，梁最終被逐出會議廳，他離開前指「我就係拎你嘅嘢，公家資料嚟㗎，顧問公司拎就得呀」。
其後在2017年5月18日，梁國雄收到警方傳票，指他在去年11月16日的一個委員會會議上，引起擾亂，致令會議中斷，或相當可能中斷，觸犯了《立法會（權力及特權）條例》第17(c)條，並需於6月12日早上，到東區裁判法院應訊。根據條例，有關控罪最高可判處罰款1萬元及監禁12個月。梁國雄批評，議員執行職務而被控告，是十分荒謬，又認為由政府報案、警察調查，再由律政司控告議員，亦不合理。
2018年3月5日，裁判官嚴舜儀頒下判辭，裁定《立法會（權力及特權）條例》第17(c)條適用於限制公眾在議會內的言行以防止會議受到干擾，但並不適用於立法會議員。立法會議員在議會內應擁有言論及辯論自由，議員不應因其言行而遭受刑責，議員的言論及行為受所賦予的特權保護，否則言論自由受到限制，議會將不能正常運作。律政司對裁判官決定提出上訴。
2020年6月2日，高等法院上訴法庭裁定律政司上訴得直，原審裁判官的判決有法律錯誤，並下令案件發還至裁判法院完成餘下的審訊程序。2022年3月29日，東區裁判法院主任裁判官嚴舜儀裁定罪名成立，判監14日。裁判官批評他知道其行為不合法，同時認為他未有徵求同意下搶去馬紹祥的文件和無視會議主席麥美娟的命令，是屬侵犯他人財物的行為，認為他的目的是引起擾亂。

### 2016年宣誓無效喪失議員資格
2016年12月初，特首梁振英及律政司就梁君彥對四名議員宣誓有效的裁決提出司法覆核，要求撤銷劉小麗、羅冠聰、姚松炎及梁國雄議員資格。作為撤銷梁國雄議席的理據，入稟狀指梁國雄身穿印有「公民抗命」的黑色T裇，手持黃傘及「人大831決議」的紙板道具，宣誓前高叫「雨傘運動！不屈不撓！公民抗命！無畏無懼！人民自主自決！無須中共批准！我要雙普選！梁振英下台！」等字句，在宣誓時有多次停頓及配以不同音量的朗讀誓詞。串連所有行為，梁國雄的政治宣言被指破壞宣誓儀式的莊嚴性。
代表梁國雄的大律師李柱銘指出，梁國雄在2004年、2008年、2010年補選、2012年四次立法會就職時類似斷斷續續宣誓，「每次都跟足誓言」，而現行法例並無列明宣誓時應有的態度和方式，而梁國雄此前4次宣誓都有手持道具，並經立法會主席許可，從來沒人提出異議和反對。
2017年7月14日，高等法院原訟庭裁定，包括梁國雄在內的4名議員全部宣誓無效，自2016年10月12日起已喪失議員資格。法官區慶祥指梁國雄宣誓當日撐傘、叫口號及撕碎寫有信息的紙張的行為與宣誓的真正目的無關，並超出立法會的莊嚴及尊重，不符合「莊重規定」。而宣誓前後叫喊口號不符合「嚴格形式和內容規定」。同日晚上，一些建制派組織包括香港政研會和「撐警大聯盟」等約20人到社民連總部外撒溪錢和開啤酒慶祝梁國雄喪失議員資格，更有集會人士向梁國雄的相片上香及聲稱進行破地獄的儀式。

## 後立法會議員時期

### 參選2017年行政長官選舉

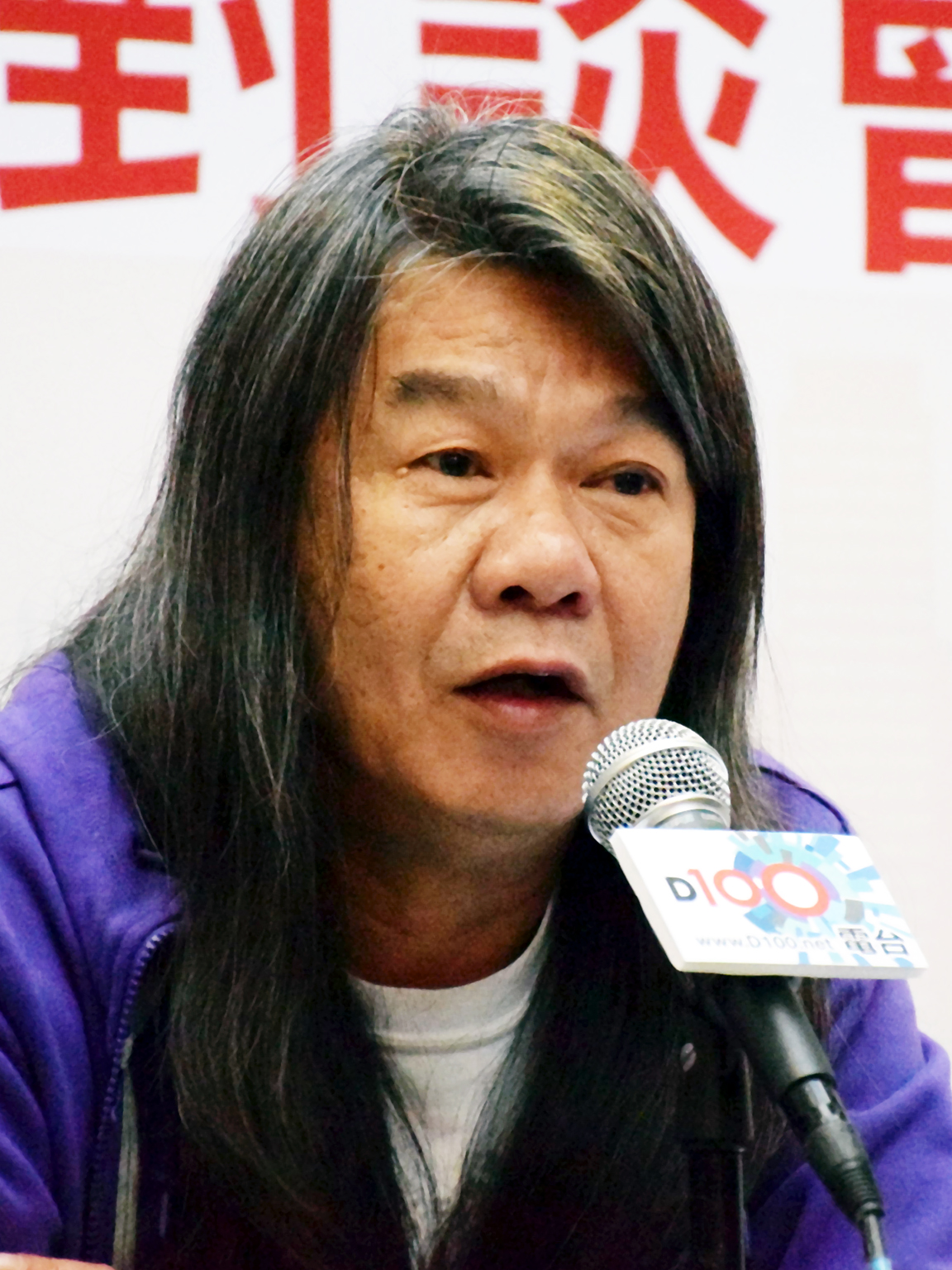
2017年2月的梁國雄

2017年2月8日，梁國雄聯同社民連、人民力量陳志全、朱凱廸團隊、小麗民主教室劉小麗以及香港眾志羅冠聰召開記者會，公佈參與「2017特首選舉民間全民投票」及參選特首的決定，並宣佈將代表民主派參選，一改過去「三不」立場，即「不投票、不提名、不參選」，並且堅決反對小圈子選舉，「揭露小圈子選舉的虛偽」。社民連、人民力量、朱凱廸團隊及香港眾志發出新聞稿支持梁國雄出選特首。

### 2017年行政長官選舉中投白票
2017年3月26日舉行的「2017年行政長官選舉」中，7名民主派選舉委員：梁國雄、劉小麗、朱凱廸、陳志全、邵家臻、張超雄、羅冠聰呼籲投白票。時事評論員古德明認為：「這次行政長官選舉，曾俊華假如僥幸得勝，則港人當可有五年休養生息。只是梁國雄等七人，以『不妥協』為誇。我對他們從此要刮目相看了。」

### 2019年香港區議會選舉
2019年10月14日，梁國雄遞交提名報名參選2019年香港區議會選舉G16土瓜灣北選區，狙擊民建聯主席李慧琼。最後，李慧琼以1881票取勝，比梁國雄的1538票多343票。

## 社会主义主张
2008年，梁国雄前往马来西亚出席马来西亚社会主义党主办的社会主义大会。他在会上表示，“社会主义者必须遗憾，在过去二十年里，我们做得不多，未能建立一个社会主义运动，我们目睹共产主义国家的崩溃，我们见证中国转为一个资本主义国家。这是一大挫败”。梁国雄大胆预言，中国作为全球资本最后的据点，其执政的共产党不久会垮台，进而启动亚洲的社会革命，并复兴社会主义。他因此高呼，“我们（社会主义者）有遗憾，不过我们没有时间遗憾，社会主义将在近期内复兴。”

## 爭議

### 高薪居住公屋
梁國雄於當選立法會議員後，仍租住受政府資助的公屋，是當時少數居住於公屋的立法會議員，雖然他收入已超出公屋入息限額數倍，但由於現行富戶政策是入息及資產同時超逾上限才須遷出，因此他只須把資產保持低於限額便不用遷出。他被指佔住公屋，拖慢公屋輪候冊人士上樓速度，惟他回應指他不是每一次都能當選議員，沒理由要他立即交還公屋，又自言每月都捐出四萬港元支持社運活動。
在2016年12月，房委會通過收緊公屋富戶政策，改為入息或資產其中一項超逾上限便須遷出，預計於2017年10月生效，但由於年滿60歲的長者可獲豁免，因此月入九萬五千元的梁國雄不受此政策影響。

### 涉嫌隱瞞黎智英的政治捐款
2014年7月，香港多間傳媒收到署名「壹傳媒股民」的電郵，指包括梁國雄在內的多名泛民主派立法會議員，在2012至2013年間先後收取壹傳媒創辦人黎智英的捐款，但部份個案沒有向立法會申報。
2014年8月12日，香港工會聯合會5名立法會議員聯署去信立法會議員個人利益監察委員會，投訴梁國雄收取黎智英兩筆捐款，但未有按《議事規則》所訂明的登記規定登記，要求委員會調查事件。
2015年3月25日，立法會議員個人利益監察委員會決定就梁國雄涉及利益申報的問題，進行調查。同年12月16日，委員會完成調查報告，投訴成立的議案分別有3名委員贊成和反對，而委員會主席葉國謙根據《議事規則》投下反對票，因此委員會以4票對3票裁定投訴不成立。
2016年6月23日，梁國雄正式被廉政公署拘捕及落案起訴一項公職人員行為失當罪。控罪指梁國雄身為立法會議員，涉嫌於2012年5月22日至2016年6月23日期間無向立法會申報或披露，隱瞞他於2012年5月22日，透過Mark Simon從黎智英接受一筆25萬港元的款項。
2017年5月23日，梁國雄在區域法院否認控罪，辯方指本案所涉指控屬立法會內部事務，法庭根本無權干預；控方反駁指本案主要指控梁無申報收受黎智英捐款，不屬立會內部事務，不受特權法保護。
2017年7月31日，梁國雄獲判罪名不成立。

### 被指踢向珍惜群組成員獲判無罪
2017年4月，梁國雄在立法會門外與珍惜群組成員對罵和爭執，其間被指踢向對方成員劉必泉的腳，被控一項普通襲擊罪。裁判官指雖然從立法會閉路電視片段和手機錄像可見，梁確曾向劉方向提腳，但單憑片段未能顯示是否造成襲擊，控方倚賴劉和目擊事件的控方證人潘來有的證供，但劉未認清被踢中左腳還是右腳，潘與劉作供前曾討論案件內容，令潘的證供大打折扣，終裁定控方未能舉證成功，判梁國雄普通襲擊罪名不成立。

### 被老翁以金屬鑿襲擊
2020年4月17日，梁國雄昨日在中聯辦外示威後接受傳媒訪問時，突然被人從後以金屬鑿刺傷，附近警員上前制服一名八旬光頭翁，老翁未有反抗，被捕時高呼：「呢度係香港呀，中聯辦畀你搞呀？我中國人又畀你搞！」梁國雄後腰受傷送院治理。

### 與多名泛民主派人士同日在大圍捕被拘捕
2020年4月18日，梁與多名同屬前任及現任立法會議員和多名泛民主派人士，如區諾軒、李柱銘、楊森、李卓人、吳靄儀、單仲偕、何俊仁、何秀蘭和梁耀忠，商人黎智英、民間人權陣線副召集人陳皓桓、梁的黨友吳文遠、黃浩銘和民主黨的蔡耀昌達15人，被警方以參加於8月18日集會（「煞停警黑亂港 落實五大訴求」集會），10月1日示威及10月20日九龍遊行的未經批准集會為由，以非法集結為名於同日作出拘捕。5月18日下午，案件被告於西九龍裁判法院提堂，分三案處理，暫毋須答辯，控方申請押後案件四周至6月1日再訊，以便控方準備文件將案件轉介至區域法院處理，期間各被告獲准各以1,000元保釋候訊。
而於2019年10月20日，梁國雄與民陣副召集人陳皓桓、民主黨前主席何俊仁及前立法會議員何秀蘭，均以個人名義發起當日的遊行。
2021年2月16日，「煞停警黑亂港 落實五大訴求」集會未經批准集結案於西九龍裁判法院開審，梁國雄为被告之一，但否認控罪。由於辯方表示要呈交專家報告，法庭將案押後至17日繼續。
2021年4月16日，西九龍法院裁定梁國雄等數名泛民主派人士組織及參與非法集會罪成判入獄8至18個月不等，當中吳靄儀、何俊仁、梁耀忠和李柱銘4人獲准緩刑24個月，其餘被告須即時監禁。梁國雄罪成被判入獄18個月，於石壁監獄服刑。
其後梁國雄連同其他6名被告不服定罪和刑罰提上訴，在2022年11月28日於高院處理許可申請。上訴方指，「組織」是指「事前」準備，沒有證據顯示各被告有份組織，又以韓國梨泰院、香港蘭桂坊的人踩人事件為例，指出「流水式」集會協助疏散人群，亦有其重要性。上訴庭最終於2023年8月14日頒下判詞，裁定7人「組織未經批准集結」罪上訴得直，其中刑期尚未服畢的黎智英、李卓人、梁國雄、何秀蘭獲減刑3至6個月，而「明知而參與未經批准集結」罪的上訴則全數駁回。

## 軼事

### 長髮的由來

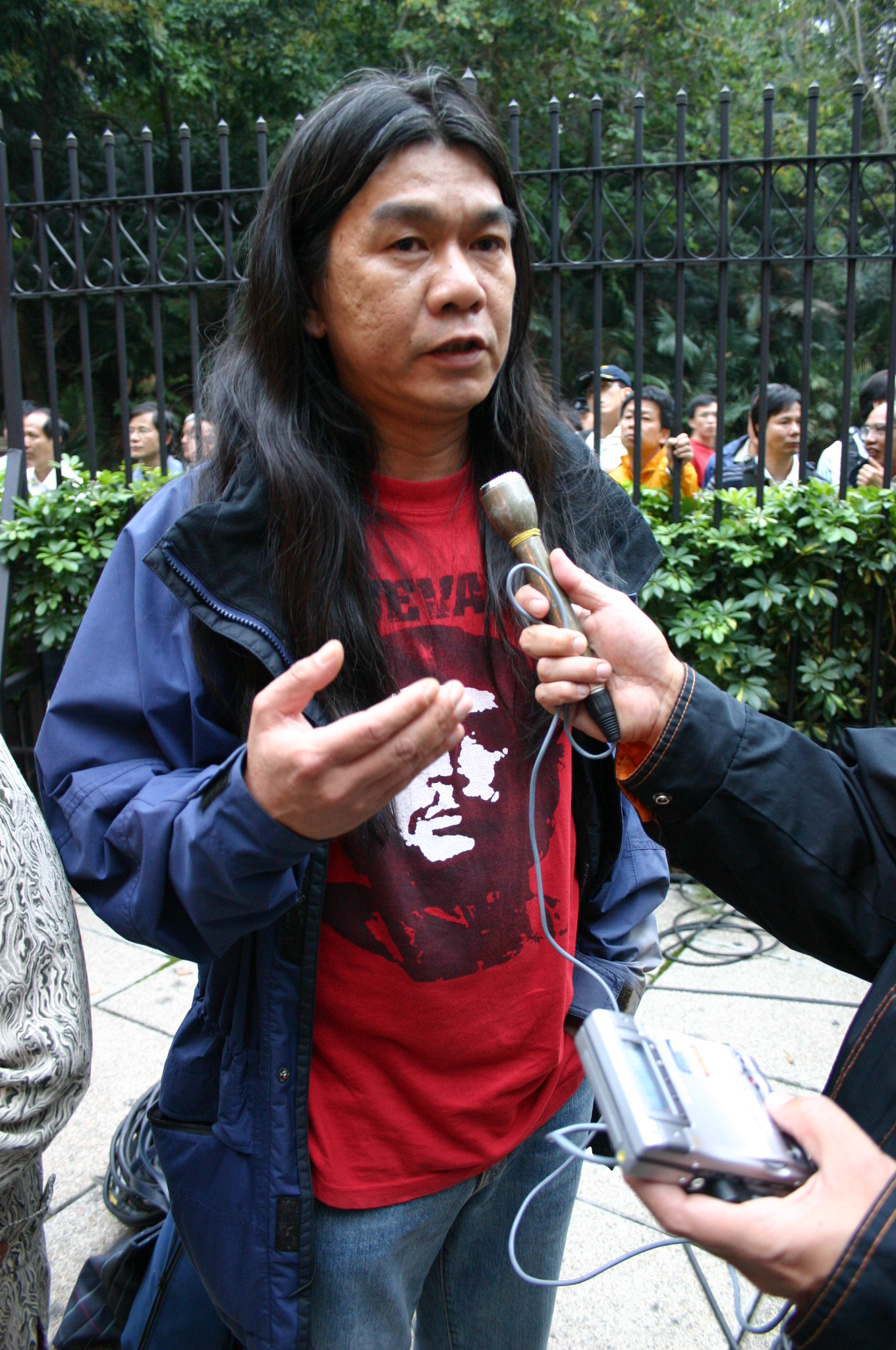
長毛的長髮（2005年4月）

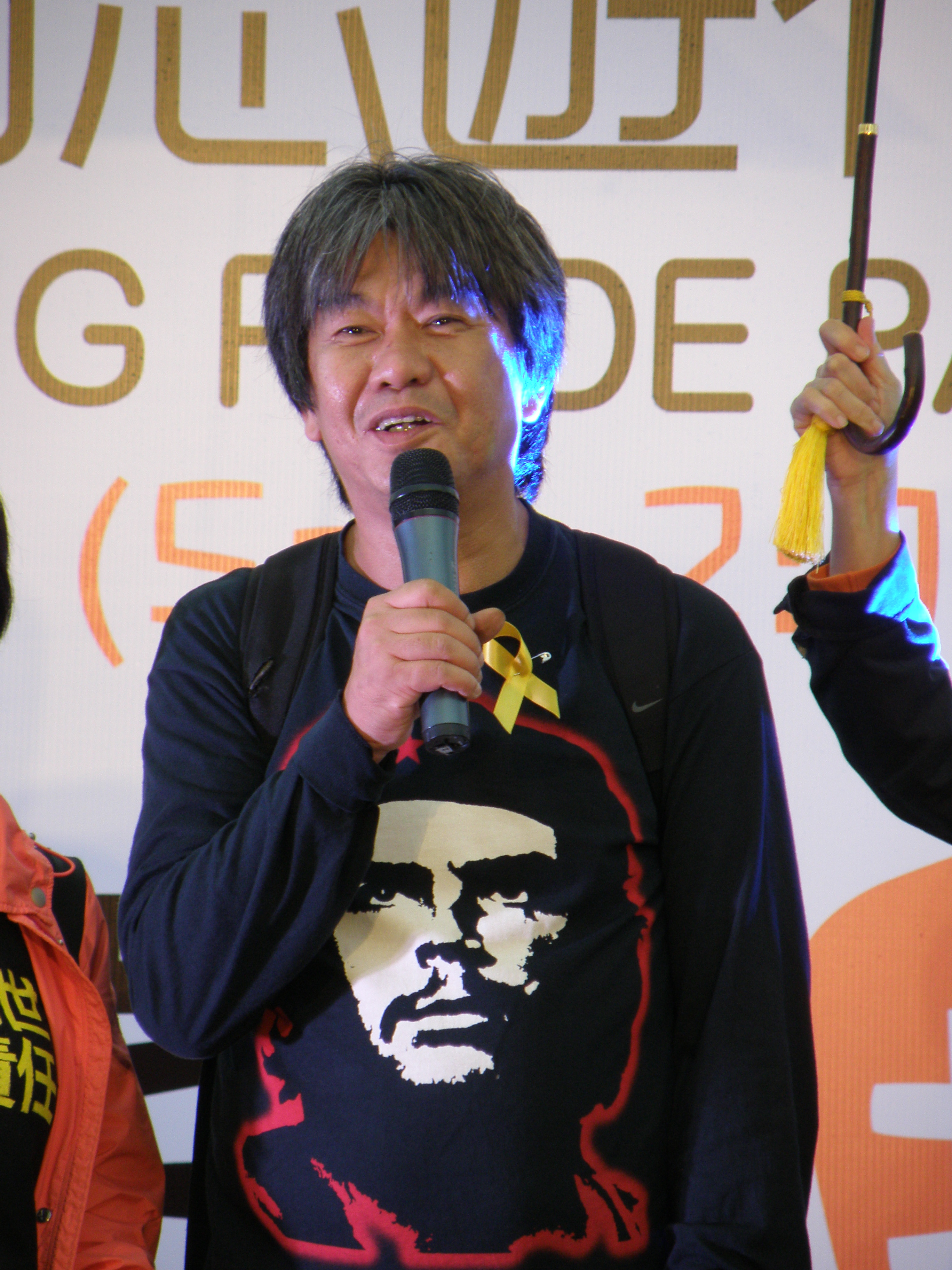
出獄後被剪成短髮（2014年11月）

梁國雄曾經揚言六四事件一日未得平反，中共不倒台，他也不會剪掉長髮。惟入獄期間，根據《監獄規條》「男囚犯必須剪短髮」的規定，長髮曾被懲教署職員剪掉。為此，他出獄後曾提出司法覆核，指相關處理方式存有性別歧視，2017年1月獲判勝訴。然而懲教署不服判決提出上訴，高等法院上訴庭於2018年4月裁定懲教署上訴得直。判詞觀點指男女髮型有社會傳統標準、兩性間有不同規範並為大眾接受，如比賽男女組別、泳衣有男女之分等。梁國雄回應希望上訴至終審法院，終審法院最終於2019年8月13日批出上訴許可。終院認為，懲教署只下令男囚犯的頭髮需「盡量剪短」，而不適用於女囚犯，認為是否涉及歧視及違反《基本法》第25條，香港人在法律面前一律平等的規定，接納其部分上訴理據有可爭拗之處，批出上訴許可，排期於2020年2月18日處理其上訴。終極上訴得直。

### 與曾蔭權關係
梁國雄與曾蔭權早在20多年前認識，不過他倆政治取向不同，近年已極少聯絡。在2007年3月1日，行政長官候選人答問大會在灣仔會議展覽中心舉行期間，梁國雄在會場示威時不慎跌倒，曾蔭權在翌日早上致電梁國雄致以慰問。
在2008年12月，在立法會談到包機事件時，梁國雄提到政府麻木不仁，更大叫「曾蔭權仆街」。惟當時並無受到在場官員及議員的警告和驅逐。2009年和2010年6月4日，六四事件20週年和21週年的悼念晚會結束後，梁國雄在銅鑼灣記利佐治街和大批參加晚會市民高呼「曾蔭權仆街」的口號。
2010年5月8日，梁國雄原本期望以底價5,000元投得，最終以1.7萬元投得「D0NALDPK」（意指曾蔭權仆街）車牌，梁國雄拍賣後表示價錢雖高，但認為今次行動為小市民發聲。

## 感情生活
1988年，梁國雄結識一名南非女子，曾與她一同前往德國一個小鎮過田園生活，後來分手。長毛表示自己一生欠了兩個女人，分別是母親和他的前妻。傳媒指梁國雄曾結婚，但陶君行於2006年6月5日的《風波裡的龍門陣》網上電台節目中指出梁國雄當時並無結婚，只是與該女子同居而已。
2021年，梁國雄與社民連副秘書長陳寶瑩結婚。陳寶瑩爲梁國雄社運路上多年來的緊密戰友，並曾爲其議員助理。

## 節目專訪嘉賓
- 2008年12月25日：《大鳴大放》（now財經台）
- 2012年5月16日：《大龍鳳》（商業電台）
- 2012年12月8日、2017年2月12日：《講清講楚》（無綫電視）
- 2013年5月19日：《時事縱橫》（亞洲電視）
- 2016年3月15日：《清心直說》（無綫電視）

## 真人實境秀
- 2016年: 《跟住矛盾去旅行》（1－3集）（ViuTV）（與曾鈺成同遊 波蘭）
- 2018年: 《人住公屋 我住公屋》（新加坡篇）（ViuTV）（與曾鈺成同遊新加坡）

## 引用文獻
1. 1 2  沙半山. . 香港01. 2021-01-18  [2021-01-18]. （原始内容存档于2021-01-19）.
2. ↑   (PDF). 香港政府.   [2018-07-03]. （原始内容存档 (PDF)于2018-10-27）.
3. ↑  . 頭條日報. 2010-06-24  [2017-02-09]. （原始内容存档于2017-02-11）.
4. 1 2 3  香港立法會議員長毛控罪成立入獄四星期 （页面存档备份，存于），美國之音，2014年6月12日。
5. ↑  .   [2018-06-06]. （原始内容存档于2008-02-08）.
6. ↑  YouTube上的長毛香港電台節目-相對論 1 關於革馬盟
7. ↑  . BBC News. 2004-10-06  [2014-06-13]. （原始内容存档于2014-07-15）.
8. ↑  . Apple Daily 蘋果日報.   [2016-11-13]. （原始内容存档于2016-11-13）.
9. ↑  .   [2016-11-20]. （原始内容存档于2016-11-16）.
10. 1 2 3 4  中央社專訪香港「街頭民主鬥士」梁國雄 （页面存档备份，存于） 文/中央社香港記者陳倖嫚
11. 1 2  長毛上街為追求童年夢想 （页面存档备份，存于） 星島日報 2001年10月26日
12. ↑  信報 （页面存档备份，存于） 2009-02-20 再見理想 梁國雄
13. ↑  深宵街上寫標語 革馬盟份子被罰 《華僑日報》 1979年4月19日 第9頁
14. ↑  新華社外非法集會 七革馬盟份子 全部被判入獄 《華僑日報》 1979年6月6日 第9頁
15. ↑  .   [2019-09-25]. （原始内容存档于2017-09-06）.
16. ↑  . thinkinghk.   [2019-09-25]. （原始内容存档于2019-06-10）.
17. ↑  . octrev.mysrvnet.com.   [2016-12-16]. （原始内容存档于2016-12-21）.
18. ↑  . 《星島日報》 新聞回顧. 2000年5月27日  [2014年7月14日]. （原始内容存档于2016年3月6日）.
19. ↑  .   [2009-09-21]. （原始内容存档于2010-04-13）.
20. 1 2  梁國雄宣誓就職高喊平反六四 中央社 2004-10-06 08:10
21. ↑  .   [2017-04-02]. （原始内容存档于2017-04-02）.
22. ↑  語出「源於政府拙劣的施政，而非奮力抗爭的反對派議員」：拙劣施政引發議員拉布 （页面存档备份，存于），《信報》「添馬周記」專欄，2014年6月9日。
23. ↑  語出「議員拉布抗爭就是阻礙議會運作了嗎？……是少數派僅有的抗爭的手段」：請保皇議員們文明點吧！ （页面存档备份，存于），《am730》譚駿賢專欄，2014年5月30日。
24. ↑  語出「在如此不平等的制度下，我們在這個議會裏會否取得公道？……我不希望下年我們的議會構成都是這樣，我們的議會還是多數人的訴求得不到少數人的憐憫……在這政制下揭露社會的不公平，情況卻不會得到改善……怎能不憐憫本身應得到福利的人？……我們做卑微的抗爭，老實說在香港做抗爭用得着死麼？」：向窮人長者講對唔住 長毛「失敗宣言」短片熱爆 （页面存档备份，存于）（網頁內嵌YouTube直播錄影梁國雄在香港立法會上的陳詞），《蘋果日報》，2014年5月25日。
25. ↑  在囚返立會 存灰色地帶 （页面存档备份，存于），《東方日報》，2014年6月10日。
26. 1 2  減刑至四周 長毛收監 （页面存档备份，存于），《東方日報》，2014年6月10日。
27. ↑  「梁國雄非求憐憫」 終院拒保釋 （页面存档备份，存于），經濟日報，2014年6月13日。
28. ↑  「The judge said Leung was not pleading for sympathy from the court, but looking for justice」。Leung bail application rejected （页面存档备份，存于），《英文虎報》，2014年6月13日。
29. ↑  . Yahoo 新聞香港.   [2016-11-22]. （原始内容存档于2016-11-22）.
30. ↑  參見特區政府選舉結果網頁
31. ↑  孫明揚屋外示威變衝突 （页面存档备份，存于），《明報》，2007年6月4日。
32. ↑  刁民闖孫明揚住所判社服 （页面存档备份，存于），《香港大公報》，2008年9月30日。
33. 1 2  衝擊孫明揚官邸　判社服令 （页面存档备份，存于），《香港蘋果日報》，2008年9月30日。
34. ↑  . 《大紀元時報》. 2008年7月4日  [2014年7月14日]. （原始内容存档于2014年7月14日）.
35. ↑  . 維基新聞. 2008年7月4日  [2014年7月14日]. （原始内容存档于2017年1月13日）.
36. ↑  . 看中國. 2008年7月4日  [2014年7月14日]. （原始内容存档于2014年7月15日）.
37. ↑  香港候任議員被裁定非法集結罪成立 （页面存档备份，存于） BBC中文網 2008年9月13日
38. ↑  梁國雄陶君行襲警罪成候判 （页面存档备份，存于） 大紀元 2008-12-11
39. ↑  YouTube上的陳克勤在香港電台立法會地區直選(新界東)論壇的表現，2008年香港電台立法會選舉論壇，2008年8月23日TVB翡翠台10:30PM播映。
40. ↑  公社兩黨歧見中啟動「公投」[永久]
41. 1 2  . hk.appledaily.com.   [2019-09-25]. （原始内容存档于2019-09-09）.
42. ↑  大律師公會紀律研訊 爆粗馬恩國 （页面存档备份，存于），主場新聞，2013年7月18日。
43. ↑  ，古德明英語專欄，2013年2月27日。 （页面存档备份，存于）
44. ↑  YouTube上的長毛大戰民賤聯馬恩國（現場版），Youtube直播紀錄香港立法會辯論
45. ↑  莊耀洸﹕辱警刑事化 即以言入罪 （页面存档备份，存于），新浪網轉載《明報》莊耀洸律師專欄，2012年3月31日。
46. ↑  警將推辱警新指引人權律師憂警濫用[永久]，主場新聞，2014年2月19日。
47. ↑  辱警罪 警辱罪立會爆爭議 （页面存档备份，存于），香港太陽報，2014年4月9日。
48. ↑  . 主場新聞. 2014年6月9日  [2014年7月14日]. （原始内容存档于2014年6月9日）.
49. ↑  多區出現挺「長毛」海報 （页面存档备份，存于），《成報》，2014年6月16日。
50. ↑  剪布閹割立會　損港核心價值議員擬司法覆核　向曾鈺成提不信任動議 （页面存档备份，存于）《蘋果日報》2012年5月15日
51. ↑  「131小時」語出：財政預算草案三讀通過 （页面存档备份，存于），《新報》，2014年6月5日。
52. ↑  斥長毛不得民心 陳健波反被KO[永久]，主場新聞，2014年5月16日。
53. ↑  全港選民347萬 新界西最多 （页面存档备份，存于），香港文匯報，2012年7月19日。
54. ↑  李慧瓊倡改議事規則罰違規議員 （页面存档备份，存于），香港文匯報，2014年5月26日
55. ↑  曾鈺成：懲處議員政治行為爭議大 （页面存档备份，存于），成報，2014年5月26日。
56. ↑  .   [2016-09-05]. （原始内容存档于2016-09-11）.
57. ↑  . 香港01. 2016-09-05.
58. ↑  . 商業電台. 2017-04-10  [2017-04-14]. （原始内容存档于2017-04-14）.
59. ↑  質疑官員誠信 長毛搶政府文件被逐會議廳 （页面存档备份，存于），東方報業集團網站，2016年11月15日
60. ↑  . topick.hket.com.   [2017-06-22]. （原始内容存档于2018-01-06）.
61. ↑  . 明報. 2018-03-05  [2018-03-05]. （原始内容存档于2018-03-06）.
62. ↑  . 香港01. 2018-03-16.
63. ↑  . 香港01. 2020-06-02  [2020-06-02]. （原始内容存档于2021-08-13）.
64. ↑  . 明報. 2022-03-29  [2022-03-29]. （原始内容存档于2022-04-21）.
65. ↑  梁國雄搶文件案被裁定罪名成立
66. ↑  律政司. .   [2017-12-09]. （原始内容存档于2020-08-26）.
67. ↑  覆核四議員資格　入稟理據：羅冠聰喊自決是港獨、語調非真誠、長毛出道具 （页面存档备份，存于） 2016/12/2 — 19:51 立場報道
68. ↑  覆核四議員案開審 「拒絕宣誓」成關鍵 （页面存档备份，存于） 2017-03-01
69. ↑  . 蘋果日報. 2017-07-14  [2017-07-14]. （原始内容存档于2017-07-14）.
70. ↑  . 明報. 2017-07-14  [2017-07-14]. （原始内容存档于2017-07-14）.
71. ↑  . 東網.   [2017-07-14]. （原始内容存档于2017-07-14）.
72. ↑  . BBC中文網. 2017-02-08  [2018-10-20]. （原始内容存档于2018-10-21）.
73. ↑  . 蘋果日報. 2017-02-08  [2017-02-08]. （原始内容存档于2017-02-09）.
74. ↑  . 眾新聞. 2017-02-08  [2017-02-09]. （原始内容存档于2021-08-13）.
75. ↑  . 蘋果日報. 2017-04-05  [2018-10-05]. （原始内容存档于2018-10-04）.
76. ↑  . 選舉事務處. 2019-10-17  [2019-11-25]. （原始内容存档于2019-11-28）.
77. ↑  . 選舉事務處. 2019-11-25  [2019-11-25]. （原始内容存档于2020-01-14）.
78. ↑  . 当今大马. 2008-11-08  [2019-08-18]. （原始内容存档于2019-08-18）.
79. ↑  . 東方日報. 2011-09-12  [2011-07-12]. （原始内容存档于2011-05-15） （中文（繁體））.
80. ↑  . 蘋果日報. 2016-12-08  [2017-02-08]. （原始内容存档于2017-02-09）.
81. ↑  . 852郵報. 2016-06-23  [2016-06-23]. （原始内容存档于2016-06-24）.
82. ↑  . 立場新聞. 2015-03-25  [2016-06-23]. （原始内容存档于2016-09-16）.
83. ↑   (PDF). 議員個人利益監察委員會. 2215-12  [2016-06-23]. （原始内容存档 (PDF)于2016-08-19）.
84. ↑  . 蘋果日報. 2016-06-23  [2016-06-23]. （原始内容存档于2016-06-23）.
85. ↑  涉秘收黎智英捐款案　控方指長毛故意隱瞞 （页面存档备份，存于） 2017-05-23 東方日報
86. ↑  . 香港01. 2017-07-31.
87. ↑  . 明報. 2018-10-12  [2023-04-07]. （原始内容存档于2023-04-09）.
88. ↑  . 明報. 2020-04-17  [2020-05-18]. （原始内容存档于2020-05-02）.
89. ↑  .   [2020-10-14]. （原始内容存档于2020-12-10）.
90. ↑  .   [2020-09-11]. （原始内容存档于2020-06-07）.
91. ↑  . 立場新聞. 2020-05-18  [2020-05-18]. （原始内容存档于2020-06-04）.
92. ↑  . 蘋果日報. 2020-09-06  [2020-09-07]. （原始内容存档于2021-04-22）.
93. ↑  .   [2020-04-18]. （原始内容存档于2020-04-29）.
94. ↑  . on.cc東網. 2021-02-16  [2021-02-16]. （原始内容存档于2021-02-16） （中文（香港））.
95. ↑  Hong Kong: Jimmy Lai sentenced to 14 months for pro-democracy protests（页面存档备份，存于）
96. ↑  . 法庭線. 2022-11-28  [2022-11-29]. （原始内容存档于2022-11-29）.
97. ↑  . 法庭線. 2023-08-14  [2023-08-14]. （原始内容存档于2023-08-15）.
98. ↑  . 蘋果日報. 2018-05-01  [2018-05-06]. （原始内容存档于2018-05-07）.
99. ↑  . 香港電台. 2018-04-30  [2018-04-30]. （原始内容存档于2018-04-30）.
100. ↑  . 香港01. 2019-08-13  [2019-08-13].
101. ↑  . 東網. 2019-08-13  [2019-08-13]. （原始内容存档于2019-08-13）.
102. ↑  長毛「護髮」終極上訴得直 終院指男囚要剪短髮違性別歧視例 | 頭條日報 (https://hd.stheadline.com/news/realtime/hk/1934602/%E5%8D%B3%E6%99%82-%E6%B8%AF%E8%81%9E-%E9%95%B7%E6%AF%9B-%E8%AD%B7%E9%AB%AE-%E7%B5%82%E6%A5%B5%E4%B8%8A%E8%A8%B4%E5%BE%97%E7%9B%B4-%E7%B5%82%E9%99%A2%E6%8C%87%E7%94%B7%E5%9B%9A%E8%A6%81%E5%89%AA%E7%9F%AD%E9%A)
103. 1 2  曾蔭權，《曾蔭權的選戰心路歷程——我會做好呢份工》，Mguru Limited，2007年7月。
104. ↑  .   [2014-07-14]. （原始内容存档于2010-05-11）.
105. ↑  Lifeguard. . 2009-03-13  [2019-09-25]. （原始内容存档于2016-04-07） –Internet Archive.
106. ↑  . 蘋果新聞 (壹傳媒). 2021-01-18  [2021-01-18]. （原始内容存档于2021-01-18）.

## 延伸閱讀
- 林保華，（2004年），香港「長毛」當選的含義（页面存档备份，存于）
- 梁國雄 新報人  (香港浸會大學新聞系學生作品庫)

## 外部連結
- 梁國雄官方網站
- 香港立法會梁國雄議員履歷（官方） （页面存档备份，存于）
- 梁國雄Facebook專頁的Facebook專頁
- YouTube上的梁國雄頻道

| 政黨職務                         | 政黨職務                                 | 政黨職務      |
| -------------------------------- | ---------------------------------------- | ------------- |
| 前任： 正任：陶君行 署理：鄧徐中 | 社會民主連線主席 2012年2月13日—2016年2月 | 繼任： 吳文遠 |